# Felicitas Darschin
Felicitas Darschin (* 18. Januar 1982 in München) ist eine deutsche Regisseurin, Drehbuchautorin, Dozentin an mehreren Filmhochschulen und Fotografin.

## Leben
Darschin wurde 1982 in München geboren. Nach dem Abitur absolvierte sie diverse Praktika und Regie-Assistenzen bei Film und Fernsehen. Von 2003 bis 2007 studierte sie Spielfilm Regie an der Hochschule für Fernsehen und Film München und schloss mit einem Diplom ab. Die Filmemacherin lebt bei München und wird immer wieder als Jurymitglied in Film- und Festival-Fachjurys berufen. Sie setzt sich sowohl in der Lehre an Film- und Medienausbildungsstätten als auch mit einem eigenen Creative Lab für den Markteinstieg von Nachwuchsautoren ein. Felicitas Darschin ist als Regisseurin, Drehbuchautorin, Showrunnerin, Dozentin und Fotografin tätig. Im Jahr 2019 erhielt sie als Regisseurin u. a. den ZONTA MEDIENPREIS.

## Filmografie (Auswahl)
- 2002: Phantasmagorie (Kurzfilm) (Drehbuch) (Regie) (Produktion)
- 2003: Zwischenzeit (Kurzfilm) (Drehbuch) (Regie) (Publikumspreis Go East Filmfestival)
- 2004: Ein Sommertagtraum (Kurzfilm) (Drehbuch) (Regie) (Produktion)
- 2004/2005: Diverse Werbespots (Konzept) (Regie) (Produktion)
- 2006: Zwei Reisende (Kurzfilm) (Drehbuch) (Regie) (Produktion)
- 2007: Teddytester (Kurzfilm) (HFF Abschlussfilm) (Idee) (Regie) (Produktion)
- 2007: Zwerg Nase (Fernsehfilm) (Debütfilm) (Drehbuch) (Regie) (2008 Eröffnungsfilm der Kinderfilmreihe auf dem Filmfest München) (ARD) (Bayerisches Fernsehen) (Publikumspreis Fünf Seen Filmfestival)
- 2008: Im besten Alter (Fernsehfilm) (Regie) (ARD) (Degeto) (NDR)
- 2010–2011 Diverse Industrie und Lehrfilme
- 2012: Lebensader Loisach – Ein Fluss mit vielen Gesichtern (TV-Doku) (Servus TV) (Drehbuch) (Regie)
- 2014: Expedition ins Unbewusste – Den Träumen auf der Spur (Drehbuch) (Regie) (Produktion) (TV-Doku) (Servus TV)
- 2015: Wieviel Naturschutz verträgt der Mensch? (Österreich, Doku) (Servus TV) (Drehbuch) (Regie) (Zweite Kamera)
- 2019: Frau Mutter Tier (Kinofilm) (Regie) (Alpenrepublik Filmverleih) (Julia Jentsch)
- 2024 - heute: Aktenzeichen XY - Ungelöst (Regie) (Diverse Filmblöcke) (Spielfilmanteile) (True Crime Serie)

## Auszeichnungen
Felicitas Darschin wurde u. a. beim Filmfestival Go East für ihren ersten HFF-Kurzfilm „Zwischenzeit“ mit dem Publikumspreis ausgezeichnet. Für ihren Debütfilm Märchen „Zwerg Nase“ wurde sie u. a. beim Fünf Seen Filmfestival 2008 mit dem Publikumspreis „Kleiner Star“ für den besten Kinder- und Jugendfilm ausgezeichnet. Beim Filmfest München 2008 war sie in der Kategorie „Bester Kinder- und Jugendfilm“ nominiert und beim Schlingel Filmfestival Chemnitz in der Kategorie „Blickpunkt Deutschland Förderung“. Im Jahr 2019 erhielt sie als Regisseurin den Zonta Medienpreis.